# باتريك اولسون
باتريك اولسون (بالسويدية: Patrik Olsson)‏ (27 سبتمبر 1974 في السويد - ) هو لاعب كرة قدم سويدي في مركز الهجوم. لعب مع نادي مالمو وIF Limhamn Bunkeflo (men) ‏ ونادي تريليبورج ‏.

## وصلات خارجية
- باتريك اولسون على موقع قاعدة بيانات كرة القدم.إي يو (الإنجليزية)